# Omicron histrionicum
Omicron histrionicum är en stekelart som beskrevs av Giordani Soika 1973. Omicron histrionicum ingår i släktet Omicron och familjen Eumenidae. Inga underarter finns listade i Catalogue of Life.